# Симичи (Власеница)
Симичи (серб. Симићи / Simići) — село в общине Власеница Республики Сербской Боснии и Герцеговины. Население составляет 204 человек по переписи 2013 года.

## География
Преимущественно горный рельеф. По границе села протекает река Тишча со множеством небольших речек, через село проходит автомагистраль М 19.2.

## История
На сельском кладбище Рогоевина (серб. Рогојевина) находятся средневековые надгробья — стечки. В первой половине XIX века появились переселенцы из Герцеговины. В 1882 году в сёлах Симичи и Рогоевина проживали 115 человек в 11 домах, село входило в приход Цикота. Первоначально село находилось на плато, но со временем были заселены более низменные территории, вдоль реки и главной дороги, а на месте первоначального поселения остались жить немногие люди.

## Семьи
В селе Симичи в разное время проживали (или проживают) следующие семьи: Джуричи (Аранджеловдан), Стевановичи (Михольдан), Ковачевичи, Радичи (старожилы), Секуличи (Джурджевдан), Обреновичи (Джурджевдан, старожилы), Малишевичи, Матичи, Вуковичи, Милаковичи (Лучиндан) и Сикимичи.